# Petrivka (Consejo del pueblo de Striukove)
Petrivka  (ucraniano: Петрівка) es un pueblo del Raión de Berezivka en el Óblast de Odesa de Ucrania. Según el censo de 2001, tiene una población de 373 habitantes.